# Weichsel-Kaltzeit
| Glaziale/ Interglaziale | Stadiale/ Interstadiale | Zeitraum (v. Chr.) |
| ----------------------- | ----------------------- | ------------------ |
| Weichsel- Spätglazial   |                         |                    |
| Jüngere Dryaszeit       | 10.730–09.700           |                    |
| Alleröd-Interstadial    | 11.400–10.730           |                    |
| Ältere Dryaszeit        | 11.590–11.400           |                    |
| Bölling-Interstadial    | 11.720–11.590           |                    |
| Älteste Dryaszeit       | 11.850–11.720           |                    |
| Meiendorf-Interstadial  | 12.500–11.850           |                    |
| Weichsel- Hochglazial   |                         |                    |
| Mecklenburg-Phase       | 15.000–13.000           |                    |
| Pommern-Phase           | 18.200–15.000           |                    |
| Lascaux-Interstadial    | 19.000–18.200           |                    |
| Laugerie-Interstadial   | 21.500–20.000           |                    |
| Frankfurt-Phase         | 22.000–20.000           |                    |
| Brandenburg-Phase       | 24.000–22.000           |                    |
| Tursac-Interstadial     | 27.000–25.500           |                    |
| Maisières-Interstadial  | 30.500–29.500           |                    |
| Denekamp-Interstadial   | 34.000–30.500           |                    |
| Huneborg-Stadial        | 39.400–34.000           |                    |
| Hengelo-Interstadial    | 41.300–39.400           |                    |
| Moershoofd-Interstadial | 48.700                  |                    |
| Glinde-Interstadial     | 51.500                  |                    |
| Ebersdorf-Stadial       | 53.500                  |                    |
| Oerel-Interstadial      | 57.700                  |                    |
| Weichsel- Frühglazial   |                         |                    |
| Schalkholz-Stadial      | 60.000                  |                    |
| Odderade-Interstadial   | 74.000                  |                    |
| Rederstall-Stadial      | ?                       |                    |
| Brörup-Interstadial     | ?                       |                    |
| Amersfoort-Interstadial | ?                       |                    |
| Herning-Stadial         | 115.000                 |                    |
| Eem-Warmzeit            |                         |                    |
|                         | 126.000                 |                    |

Als Weichsel-Kaltzeit, Weichsel-Glazial oder Weichsel-Komplex wird die letzte Kaltzeit des Känozoischen Eiszeitalters und die damit verbundene Vergletscherung für Nordeuropa und das nördliche Mitteleuropa bezeichnet. Umgangssprachlich wird sie auch Weichsel-Eiszeit oder Weichsel-Zeit benannt, im Alpenraum dagegen Würm-Kaltzeit. Kennzeichnend war ein großer Eisschild, der vom skandinavischen Hochgebirge ausging und sich bis an die schleswig-holsteinische Ostküste, in die Mark Brandenburg und nach Nordrussland erstreckte.
Sie war im nördlichen Europa die jüngste der Vergletscherungsphasen  (Glaziale) im Pleistozän. Die vorangegangene Warmzeit wird im selben Bereich als Eem-Warmzeit bezeichnet. Die Weichsel-Kaltzeit begann vor ca. 115.000 Jahren und endete vor 11.600 Jahren. Nach der internationalen Gliederung, die auf den Sauerstoff-Isotopenstufen beruht, beginnt die Letzte Große Vereisung (englisch Last glacial period) in der Stufe MIS 5d und endet mit der Isotopenstufe MIS 2. Mit ihrem Ende (Jungpleistozän) endet das Pleistozän und beginnt das Holozän.

## Benennung für andere Regionen
In anderen Gebieten werden die Vergletscherungen der letzten Kaltzeit mit anderen Namen bezeichnet: So spricht man für den Alpenraum von der Würm-Kaltzeit, auf den Britischen Inseln von der Devensian glaciation (Devenses-Eiszeit, von lat. Dēvenses, „Leute, die am Fluss Dee leben“) und in Nordamerika von der Wisconsin glaciation (engl.).

## Namensgebung und Begriffsgeschichte
Namensgeber ist der Fluss Weichsel im heutigen Polen. Der Name „Weichsel-Eiszeit“ geht wahrscheinlich auf einen Vorschlag von Konrad Keilhack zurück. Ab 1909 wurde die Bezeichnung bei der Preußischen Geologischen Landesanstalt verwendet. Die Typusregion ist das untere Weichseltal, eine Typuslokalität wurde nicht festgelegt. Heute hat sich der Begriff Weichsel-Kaltzeit oder Weichsel-Glazial etabliert. Da die eigentliche „Eiszeit“ (d. h. Gletschervorstöße bis nach Norddeutschland) nur einen kleinen Teil dieses Zeitabschnitts einnimmt, bevorzugen manche Forscher den Begriff Weichsel-Komplex. In der Stratigraphischen Tabelle von Deutschland 2002 ist die Weichsel-Kaltzeit zu Weichselium abgewandelt, um sie an die Bezeichnungen der chronostratigraphischen Einheiten anzugleichen.

## Ablauf und Gliederung der Weichsel-Kaltzeit

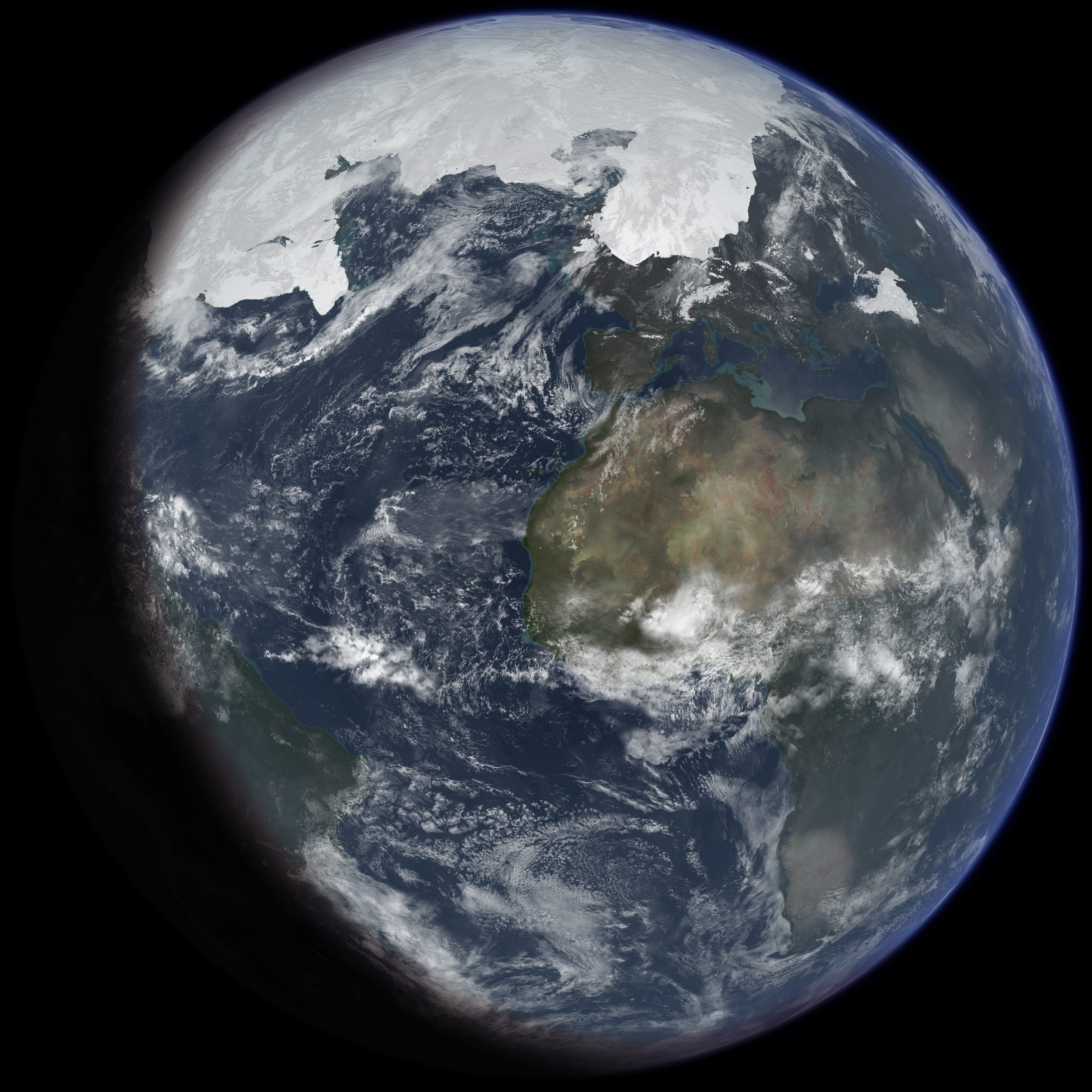
Die Erde zum letzten glazialen Maximum. Illustration basierend auf: Thomas J. Crowley: Ice age terrestrial carbon changes revisited. In: Global Biogeochemical Cycles. Vol. 9, 1995, S. 377–389.

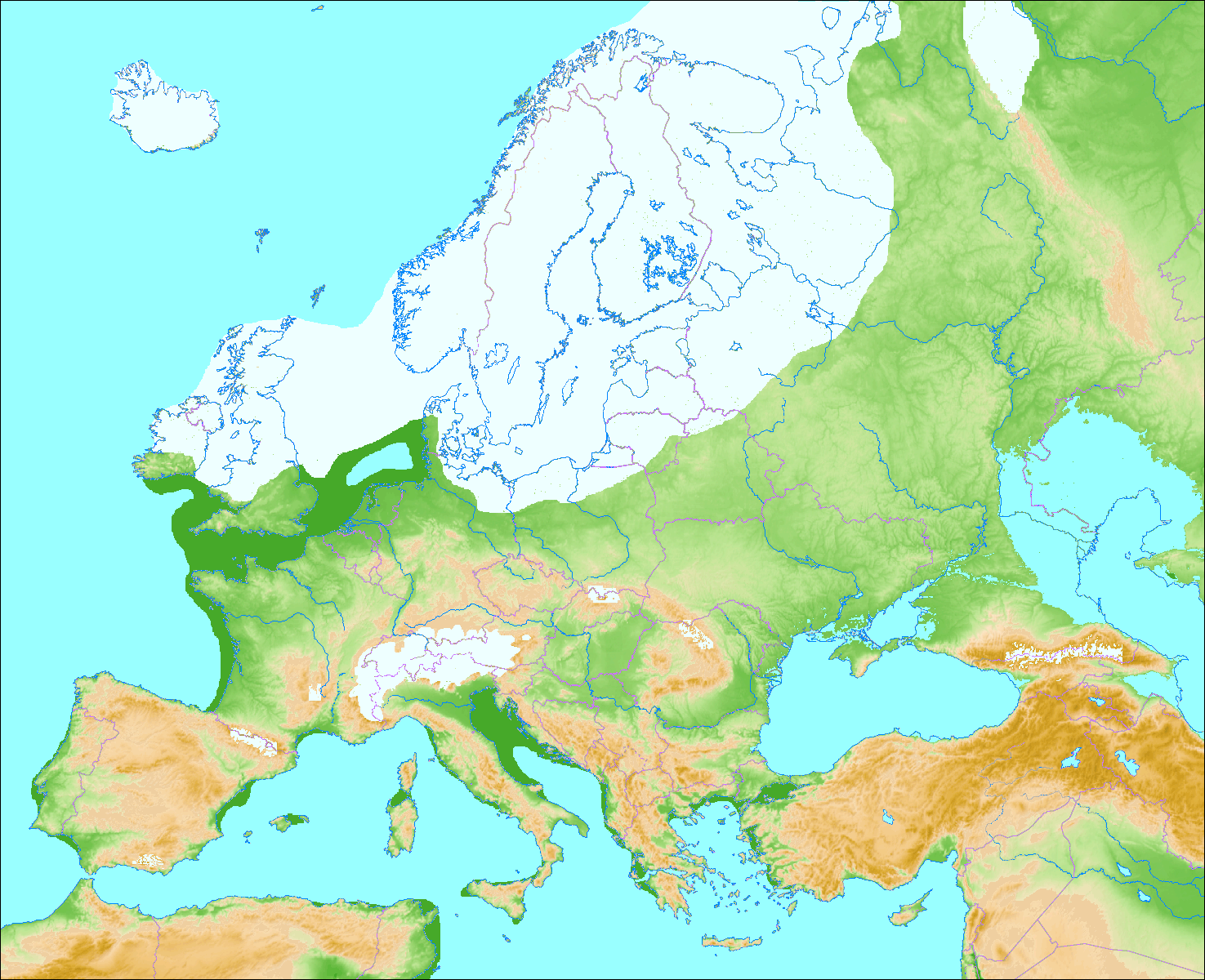
Europa in der Weichsel- bzw. Würm-Kaltzeit

Vor etwa 115.000 Jahren sanken die Durchschnittstemperaturen deutlich und die wärmeliebenden Waldgesellschaften wurden verdrängt. Mit diesem deutlichen Einschnitt in den Durchschnittstemperaturen endete die Eem-Warmzeit und begann die Weichsel-Kaltzeit. Sie wird nach dem Temperaturverlauf in drei Abschnitte gegliedert: das Weichsel-Frühglazial, das Weichsel-Hochglazial (auch Weichsel-Pleniglazial) und das Weichsel-Spätglazial. Während der Weichsel-Kaltzeit fanden auf der Nordhalbkugel immer wieder heftige Klimaschwankungen statt, die sogenannten Dansgaard-Oeschger-Ereignisse.

Das Weichsel-Frühglazial (115.000 - 60.000 v. Chr.) wird wiederum in vier Stadiale gegliedert:
- Odderade-Interstadial (WF IV). Die Pollenspektren lassen auf einen borealen Wald schließen. Er beginnt mit einer Baumbirkenphase, die rasch zu einem Kiefernwald übergeht. Nachgewiesen sind auch Lärchen und Fichten sowie in sehr geringem Umfang auch Erlen.
- Rederstall-Stadial (auch WF III). In Norddeutschland weisen die Pollenspektren auf eine Grastundra mit später folgender Strauchtundra hin.
- das Brörup-Interstadial (auch WF II). In einigen Profilen findet kurz nach dem Beginn des Brörup-Interstadials eine kurze Abkühlungsphase, die aber nicht in allen Profilen nachweisbar ist. Dies veranlasste einige Autoren, die erste Wärmephase als Amersfoort-Interstadial abzutrennen. Inzwischen wird aber diese erste Wärme- und Abkühlungsphase in das Brörup-Interstadial mit einbezogen. Das nördliche Mitteleuropa war mit Birken- und Kiefernwäldern bewachsen. Das Brörup-Interstadial wird mit der marinen Sauerstoffisotopenstufe 5c identifiziert.
- das Herning-Stadial (auch WF I genannt) war eine erste Kaltphase, in der Nordwesteuropa weitgehend unbewaldet war. Es entspricht der marinen Sauerstoffisotopenstufe 5d.

Im Weichsel-Hochglazial (57.000 – ca. 15.000 v. Chr.) kam es zum Vorstoß der Gletscher bis nach Norddeutschland. An der Basis sind jedoch einige Interstadiale dokumentiert.
- Vergletscherung und Eisvorstöße bis Norddeutschland (Brandenburg-Phase, Frankfurt-Phase, Pommern-Phase, Mecklenburg-Phase).
- Denekamp-Interstadial. Die Pollenspektren zeigen eine Strauchtundra an.
- Hengelo-Interstadial. Die Pollen zeigen Sauergrasgewächse (Cyperaceae) und vorübergehend hohe Werte von Zwerg-Birke (Betula nana) an.
- Moershoofd-Interstadial. Die Pollenspektren zeigen eine baumlose Tundravegetation mit hohen Anteilen an Sauergrasgewächsen (Cyperaceae) an.
- Glinde-Interstadial (WP IV). Das Pollendiagramm lässt auf eine baumlose Strauchtundra schließen.
- Ebersdorf-Stadial (WP III). In Norddeutschland ist dieser Zeitabschnitt durch einen pollenfreien Sand charakterisiert.
- Oerel-Interstadial (WP II). Die Pollendiagramme deuten auf eine baumfreie Strauchtundra in Norddeutschland hin.
- Schalkholz-Stadial (WP I). Ein erster Eisvorstoß könnte bereits die südliche Ostseeküste erreicht haben. An der Typlokalität Schalkholz (Lkr. Dithmarschen) dokumentiert ein pollenfreier Sand eine weitgehend vegetationslose Landschaft

Das kurze Weichsel-Spätglazial (12.500 – ca. 10.000 v. Chr.)  ist die Phase langsamer Erwärmung nach dem Weichsel-Hochglazial. Es ist aber wiederum von einigen recht kühlen Phasen unterbrochen.
- Jüngere Dryaszeit. In dieser Zeit stieg der Anteil der Nicht-Baumpollen wieder etwas an, besonders der Sonnenpflanzen.
- Alleröd-Interstadial. Dieser Abschnitt wird wiederum durch Baumpollen der Birke dominiert.
- Ältere Dryaszeit. Diese kühle Zeit ist durch einen Rückgang der Baumpollen gekennzeichnet.
- Bölling-Interstadial. Dieser Abschnitt wird durch einen rasanten Anstieg von Baumbirkenpollen eingeleitet.
- Älteste Dryaszeit. Dieser kühle Abschnitt ist durch ein Maximum an Nicht-Baumpollen gekennzeichnet.
- Meiendorf-Interstadial. Dieses Interstadial ist gekennzeichnet durch einen Anstieg an Pollen von Zwerg-Birke (Betula nana), Weiden (Salix sp.), Sanddorne (Hippophae), Wacholder (Juniperus) und Artemisia.

Nach dem letzten dieser Temperaturrückgänge, der „Jüngeren Dryaszeit“, endete das Weichsel-Glazial mit einem abrupten Temperaturanstieg ca. 9.660 ± 40 v. Chr. Damit begann gleichzeitig unser heutiges Interglazial, das Holozän.
Neben der angeführten Gliederung werden die Ablagerungen des Weichsel-Spätglazials nach dem Stand des Eisrückzugs in vier Stadien untergliedert: Germaniglazial (Deutschland wird eisfrei), Daniglazial (Dänemark wird eisfrei), Gotiglazial (Gotland wird eisfrei) und Finiglazial (Finnland und Norwegen werden eisfrei).

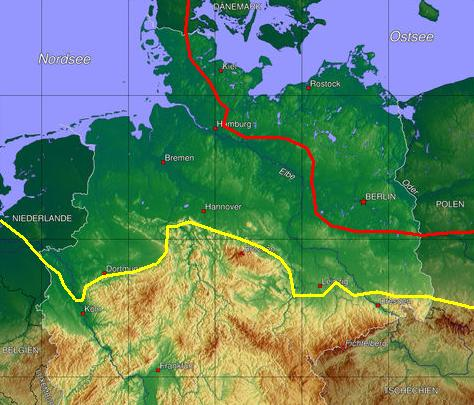
Maximale Eisrandlage (Brandenburger Stadium) der Weichsel-Kaltzeit in Norddeutschland (rote Linie)
größte Ausdehnung der Vergletscherung der älteren Saalekaltzeit (gelbe Linie)

## Ausdehnung des Inlandeises
Die Ausdehnung des Fennoskandischen Eisschildes war in der Weichsel-Kaltzeit, verglichen mit den älteren Kaltzeiten (Elster- und Saalekaltzeit), deutlich geringer. In Deutschland endete der maximale Eisvorstoß des Weichselglazials etwa an der Linie der heutigen Städte Flensburg, Rendsburg, Hamburg, Ahrensburg, südlich Schwerin, Havelberg, Brandenburg an der Havel, Luckenwalde, Lübben und Guben, also innerhalb des nordostdeutschen Tieflandes. Die Elbe sowie der warthestadiale (saalekaltzeitliche) Südliche Landrücken wurden von dem weichselzeitlichen Inlandeis nicht überschritten, sie unterlagen durch Bildung von Niederterrassen und Aufwehungen von Binnendünen und Löss in dieser Zeit periglazialem Einfluss.

## Gliederung der Eisvorstöße
Während des Hochglazials der Weichsel-Kaltzeit gab es in Norddeutschland drei oder vier große Vorstoßphasen des Eises. Jede Vorstoßphase hinterließ eine Gruppe von Endmoränen, eine so genannte Staffel. Jedes der Stadien hat einen eigenen Geschiebemergel abgelagert.
Während der Brandenburg-Phase erreichte das Eis seine maximale Ausdehnung (nördlich des Glogau-Baruther Urstromtals und südlich der Potsdamer Urstromtalung). Diese Linie wird auch als Brandenburger Eisrandlage bezeichnet. Zum Brandenburger Stadium gehört auch die Frankfurter Staffel, die nordöstlich von Berlin verläuft und keinen eigenen Geschiebemergel aufweist.
Die zweite große Vorstoßphase ist die Frankfurt-Phase. Sie wird in der älteren Literatur häufig nicht von der Brandenburg-Phase abgetrennt.
Die Pommern-Phase ist mit der sehr gut ausgebildeten Pommerschen Eisrandlage nördlich von Eberswalde entwickelt.
Der vierte große Vorstoß, die Mecklenburg-Phase mit der Rosentaler Staffel erreichte nur noch Mecklenburg-Vorpommern. Umstritten ist nach wie vor, wie weit das Inlandeis zwischen den einzelnen Stadien nach Norden zurückschmolz.

## Landschaftsbild im Vereisungsgebiet

Paläogeografische Darstellung der heutigen Nordsee (mit Doggerland) vor etwa 9000 Jahren, kurz nach dem Ende der Weichseleiszeit und dem damit verbundenen raschen Wiederanstieg des Meeresspiegels.

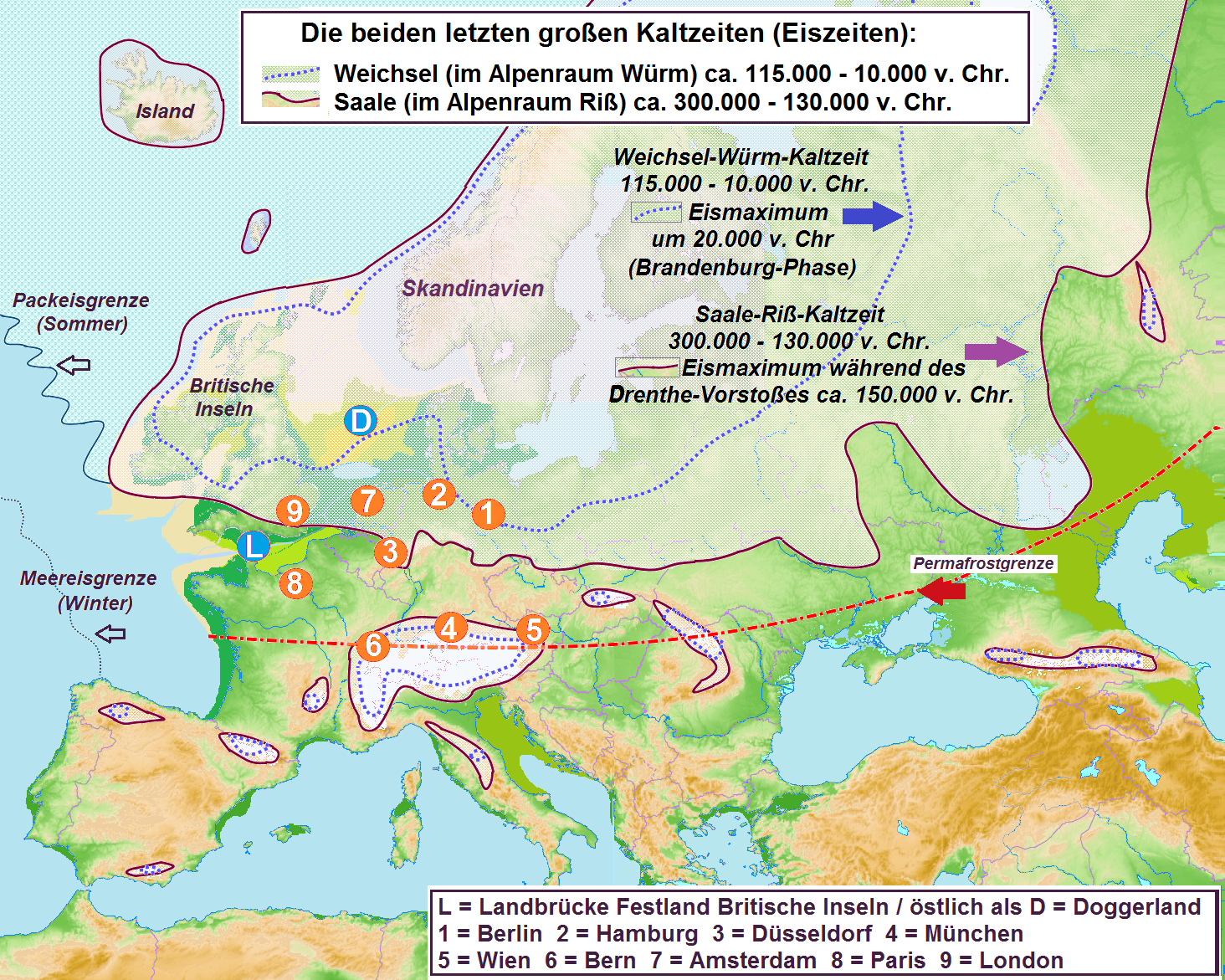
Weichsel-/Würm-Kaltzeit im Vergleich zur Saale/Riß-Kaltzeit. Die Gletschervorstöße waren unterbrochen von wärmeren Perioden, in denen sich die archaischen Menschen Europas (der Neandertaler als Nachfolger des Homo heidelbergensis) über die Permafrostgrenze hinaus nach Norden und Nordosten ausbreiteten. Ab etwa 40.000 v. Chr. besiedelte der moderne Cro-Magnon-Mensch diese Gebiete.

Diese letzte Kaltzeit hat durch ihr Vordringen und Zurückweichen des Eises eine vielfältige Jungmoränenlandschaft hinterlassen. Typisch dafür sind frische, gut ausgebildete Formen der Glazialen Serie. Dazu gehören die Urstromtäler mit Talsandflächen, in denen sich Abschnitte der heutigen Flussläufe von Elbe, Oder, Havel und Spree befinden. Zu nennen ist das Glogau-Baruther Urstromtal, das die Brandenburger Eisrandlage entwässerte, das Warschau-Berliner Urstromtal mit der zugehörigen Frankfurter Staffel und das Thorn-Eberswalder Urstromtal, welches die Pommersche Eisrandlage entwässerte.
Ein weiteres Relikt aus der Zeit ist die Seenlandschaft der Mecklenburgischen Seenplatte. Auch Brandenburg und das Schleswig-Holsteinische Hügelland (u. a. Ostholstein) sind reich an weichselglazialen Seen, so etwa der Plöner See in der Holsteinischen Schweiz. Einige Seen wie der Schweriner und der Ratzeburger See sind in Gletscherzungenbecken entstanden, desgleichen einige Förden.
Ein weiteres Beispiel für den von der Weichselkaltzeit hinterlassenen Formenschatz bietet der Baltische oder Nördliche Landrücken. Er besteht aus lebhaft gegliederten und vielfach hintereinander gestaffelten Endmoränenwällen und begleitet die heutige Ostseeküste bis nach Nordpolen. In Pommern und Masuren werden dabei stellenweise Höhen bis über 300 m NN erreicht, so bei Wieżyca, südwestlich von Danzig 329 m und 312 m südlich von Ostróda. Die höchsten Erhebungen aus dem Pommerschen Stadium sind im deutschen Teil des Nördlichen Landrückens die Helpter Berge. Sie erreichen eine Höhe von 179 m südöstlich von Neubrandenburg in Mecklenburg-Vorpommern.

## Ausklang der Weichselkaltzeit
Der Ausklang der bisher jüngsten Kaltzeit in Mitteleuropa ist gekennzeichnet durch den etappenweisen Rückzug des Eisrandes nach Norden. Durch das Abschmelzen des Eises stieg der vorher stark gesunkene Meeresspiegel wieder an, um insgesamt etwa 120 Meter von einem absoluten Tiefstand vor etwa 22.000 Jahren. In einem komplizierten Wechselspiel von Eisstauseen und Meeresvorstößen bildete sich über mehrere Stadien wie den Ancylussee mit dem Baltischen Eisstausee, dem Yoldiameer und dem Littorinameer die heutige Ostsee aus. Dem Rückzug des Eises folgte eine Wiederbesiedlung durch Pflanzen und Tiere. Mit ihrer Nordwanderung gingen verschiedene Siedlungswellen von Jäger- und Sammlerkulturen einher.